# Хипоменореја
Хипоменореја (лат. hipomenorrhoea) један је од поремећаја менструалног циклуса у коме се менструације јављају у редовним временским размацима, али су краткотрајне и оскудне.  

## Етиологија
Хипоменореја се најчешће јављаја код органских оштећења ендометријиума, која могу настатати као:
- Јатрогена болест,[1] нпр. након претерано грубе киретаже.[2]
- Патолошки процес на ендометријуму, нрп. туберкулоза ендометријума).[3]
- Ашарманов синдром,[4] који је доста чест узрок хипоменореје због сраслине ендометријума са делимичном облитерацијом материчне шупљине.[5]
- Хормонски поремећаји. Овај облик хипоменореја изазван хормонским поремећајем знатно се ређе среће у клиничкој пракси.

Хипоменореју као и олигоменореју на треба сврставати у групу поремећаја који су обухваћени под називом метрорагија.

## Клиничка слика
Менструације код хипоменореје најчешће се јављају у редовним менструалним циклусима, али трају само један до два дана (понекад неколико сати), са количином изгублиене крви која је минимална.

## Дијагноза
Анамнеза
Чест податак који болесница наводи у анамнези је онај о прекидима трудноће у претходном периоду или податак о другим интервенцијама, у материчној дупљи, који су рађене инструментално у циљу дијагностике или лечења. Како при таквим интервенцијама на материци може да дође, због одлубљивања слузокоже до самог материчног мишића, и до срастања два супротна зида материце. Тако се стварају прираслица које смањују запремину матричне дупље и постају главни узрок хипоменореје у Ашермановом синдрому, због кога се жена и обраћа лекару.
Имиџинг испитивања
У циљу прецизније дијагностике потребно је уради:
- Хистеросалпингографија - рендгенско снимање материчне дупље
- Хистероскопија - преглед материчне дупље хистероскопом (оптичким инструментом који се уводи у материчну дупљу, и омогућава поглед оком у материцу).

Ова испитивања не само да су значајна за дијагностику већ и за правилну процене обима промена ради доношења коначне одлуке о терапијском захвату.

## Тарпија
Тарапија хипоменореје обично не захтева нарочити третман. Ако се ипак покаже да је терапија потребна, лечење се заснива на уклањању узрока чији је један од симптома хипоменореја.
Код хипоменореје изазване трауматским оштећењем ендометријума са прираслицама у материчној шупљине, у циљу лечења врши се раскидања постојећих и спречавања настанка нових прираслица. Ова терапија идентична је оној код Ашермановог синдрома.
За лечење туберкулозом узрокована хипоменореје, поред осталих метода користи се и специфична антитуберкулостатска терапија.